# فيكتوريا ديميتروفا
فيكتوريا ديميتروفا (بالبلغارية: Виктория Димитрова)‏ هي متزلجة فنية بلغارية، ولدت في 11 يونيو 1976، وتوفيت في 8 نوفمبر 1994.

## وصلات خارجية
- فيكتوريا ديميتروفا على موقع أوليمبيديا (الإنجليزية)